# Stora Hemsjön
Stora Hemsjön är en sjö i Lekebergs kommun i Närke och ingår i Norrströms huvudavrinningsområde. Sjön är 14,5 meter djup, har en yta på 0,684 kvadratkilometer och befinner sig 103,1 meter över havet.

## Delavrinningsområde
Stora Hemsjön ingår i det delavrinningsområde (655608-143493) som SMHI kallar för Utloppet av Teen. Medelhöjden är 91 meter över havet och ytan är 34,67 kvadratkilometer. Räknas de 29 avrinningsområdena uppströms in blir den ackumulerade arean 653,78 kvadratkilometer. Avrinningsområdets utflöde Norrström (Eskilstunaån) mynnar i havet. Avrinningsområdet består mestadels av skog (55 procent). Avrinningsområdet har 6,9 kvadratkilometer vattenytor vilket ger det en sjöprocent på 19,9 procent. Bebyggelsen i området täcker en yta av 0,44 kvadratkilometer eller 1 procent av avrinningsområdet.